# 植村氏明
植村 氏明（うえむら うじあき）は、戦国時代の三河国の武将。松平氏の家臣。

## 略歴
三河国碧海郡北本郷の武士・植村氏義の子。父に次いで岡崎城主・松平清康に仕え、居地を岡崎城下の祐金町に移した。植村氏は三河定住に当たって北本郷の百姓の土地を押領していたが、この転居によって旧植村領に百姓が帰住したという。天文4年（1535年）清康が森山崩れで阿部正豊に斬られた際に居合わせ、正豊を討ち取った。直後に岡崎城を襲った織田信秀勢と戦い、多数の兵を討った。天文18年（1549年）には松平広忠を殺害した下手人を城外で格闘の末に討ち取ったとも伝えられている。天文21年（1552年）尾張国愛知郡沓掛での戦いに31歳で戦死した。